# Legio II Herculia
Die Legio II Herculia war eine Legion der spätantiken römischen Armee, die zusammen mit der Legio I Iovia um 285 von Diokletian aufgestellt wurde und bis ins 5. Jahrhundert bestand. Der Name der Legion nimmt auf den Mitkaiser Maximian Bezug, der den „Spitznamen“ Herculius trug. Das Emblem der Legion ist nicht überliefert.

## Geschichte der Legion

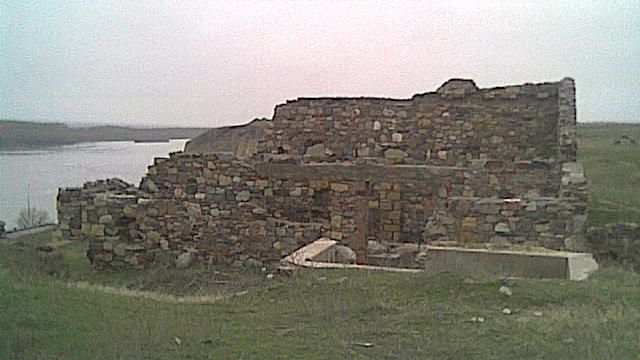
Reste der römischen Garnison in Troesmis

Die Legion wurde in der von Moesia inferior (Niedermösien) abgespaltenen neuen römischen Provinz Scythia stationiert. Das Hauptlager der Legion war Troesmis (heute Turcoaia im Kreis Tulcea in Rumänien) mit einer Fläche von 2,8 ha. Eine Vexillation wurde im 0,6 ha großen Lager Axiopolis stationiert. Aus den Lagergrößen ergibt sich, dass die Legion seit ihrer Aufstellung die verminderte Größe von maximal 2.000 Mann hatte. Andere Historiker vertreten die Auffassung, dass die Legion noch mit der „alten“ Sollstärke von 6.000 Mann aufgestellt wurde.
Vermutlich begleitete eine Vexillation den Caesar Galerius (293/305–311) zwischen 296 und 298 auf den Feldzügen gegen die Sassaniden. Seit dem 4. Jahrhundert traten unabhängig operierende Vexillationen auf. So gingen die Jovianer und Herkulianer in diokletianischer Zeit aus den Legionen I Iovia und II Herculia hervor. In den Jahren 298/299 begleitete eine Vexillation aus der VII. und X. Kohorte den Kaiser Maximian auf seinem Feldzug in Mauretania Caesariensis.
Wohl um 300 führte Valerius Maximianus als Praepositus vexillationis eine Einheit aus Legionären der Legio I Italica und Legio II Herculia und hinterließ in Chersonesus Taurica (Cherson) zu Ehren der Kaiser und Caesaren eine Inschrift. Weitere Inschriften aus Chersonesus Taurica weisen auf Vexillationen zwischen 284 und 350 im Bosporanischen Reich hin. Um 305 erhielt die Legion den ehrenden Beinamen Fidelis (die Zuverlässige).
Um das Jahr 400 stand die Legio Secunda Herculia bzw. Legio Secunda Herculiana unter dem Oberbefehl des Dux Scythiae. Der Praefectus legionis und der Praefectus ripae lagen mit ihrem Truppenteil in der Garnison Troesmis (auch Iprosmis), während ein weiterer Praefectus ripae mit seinem Truppenteil in Axiopolis stationiert war. Dort bewachten sie als Legio ripariensis („Uferlegion“) an der Donau die Grenze zum Barbaricum. Eine Cohors Secunda Herculia musculorum Scythicorum war mit anderen Einheiten unter dem Befehl des Praefectus ripae der Legio I Iovia in Inplateypegiis stationiert.